# موتورولا دروید توربو
دروید توربو پرچمدار اسمارت فون‌های توسعه داده شده توسط موتورولا است. این قسمتی از خط ورایزون دروید می‌باشد در ۲۸ اکتبر ۲۰۱۴ و در وب سایت ورایزون توربو معرفی شد.

## طراحی
این اسمارت فون ۱۷۶ گرمی، وزن تقریباً بالایی دارد و از نسخه ۴٫۴٫۴ اندروید بهره می‌برد.

## صفحه نمایش
صفحه نمایش ۵٫۲ اینچی این اسمارت فون رزولوشن ۱۴۴۰ در ۲۵۶۰ پیکسل و دانسیته ۵۶۵ پیکسل بر اینچ دارد و تکنولوژی آن، امولد سامسونگ می‌باشد. صفحه نمایش این اسمارت فون هم به مانند دیگر اسمارت فون‌ها، از ۱۶٫۷ میلیون رنگ پشتیبانی می‌کند. همچنین محافظ صفحه نمایش این اسمارت فون، گوریلا گلس ۳ می‌باشد و این به معنای ضد خش بودن آن است.

## دوربین
دوربین ۲۰٫۷ مگاپیکسلی این دوربین، از گشادگی F2.0 برخوردار است. همچنین دو فلش ال‌ای‌دی در سمت چپ و راست خود دارد که نور محیط را بهتر تنظیم می‌کنند. از قابلیت‌های این دوربین عبارتند از: فوکوس اتوماتیک، فوکوس لمسی، تشخیص چهره، تشخیص لبخند، زوم دیجیتال، عکاسی پشت سر هم، ثبت تصویر اچ‌دی‌آر و ثبت تصاویر سراسرنما.
دوربین این اسمارت فون می‌تواند با (تا) کیفیت ۴کی فیلم برداری کند.
دوربین جلویی این اسمارت فون ۲ مگاپیکسلی است.

## سخت‌افزار
این اسمارت فون از پردازنده قدرتمند کوالکام اسنپ دراگون ۸۰۵ (که در اسمارت فون‌هایی نظیر نکسوس ۶ و سامسونگ گلکسی نوت ۴ هم وجود دارد) استفاده می‌کند که پردازنده آن چهار هسته‌ای با کلاک ۲٫۷ گیگاهرتز و به همراه Krait 450 می‌باشد و پردازنده گرفیکی آن نیز، آدرنو ۴۲۰ می‌باشد. این اسمارت فون از ۳ گیگابایت رم بهره می‌برد.

## باتری
این اسمارت فون از باتری قدرتمند ۳۹۰۰ میلی آمپر ساعتی بهره می‌برد و می‌شود گفت بسیار قدرتمند است.